# Musella (États-Unis)
Pour les articles homonymes, voir Musella.
Musella est une communauté non incorporée et une census-designated place située dans le comté de Crawford dans l'état de Géorgie aux États-Unis.
Sa population était de 104 habitants en 2020.